# Lista de membros associados da Academia Brasileira de Ciências empossados em 1975
Esta lista contém os nomes dos membros associados da Academia Brasileira de Ciências empossados em 1975. 
A categoria de associados foi extinta na reforma estatutária ocorrida em 1999. Ambas as categorias titular e associado são de caráter vitalício. 
| Imagem | Nome                    | Datas de nascimento e falecimento | Local de nascimento | Área de especialização | Alma mater | Data de posse       | Conhecido por | Referências |
| ------ | ----------------------- | --------------------------------- | ------------------- | ---------------------- | ---------- | ------------------- | --- | ----------- |
|        | Casemiro Victorio Tondo | 05 de julho de 1924               |                     | Ciências Biológicas    | UFRGS      | 25 de março de 1975 | Fundou o Instituto de Pesquisas Biofísicas da Faculdade de Farmácia da UFRGS (1955). Descobriu, em 1962, a hemoglobina Porto Alegre [BETA9(A6)Ser SETA Cis] | [ 3 ] [ 4 ] |
|        | Gilberto Barbosa Domont | 11 de novembro de 1934            |                     | Ciências Químicas      | UFRJ       | 25 de março de 1975 | Foi orientado por João Consani Perrone e Abrahão Iachan. | [ 5 ]       |